# Бегови коне
Бегови коне са конете, специално отглеждани и обучавани за участие в състезания по конни надбягвания.
Няколко породи коне се използват в различните дисциплини на хиподрумните надбягвания, но безспорно най-значимата от тях е чистокръвният английски кон (Thoroughbred). Наричат го „господаря на пистата“. Като най-пригодена за висока скорост, не е чудно че тази порода намира и най-широко приложение в надбягванията. Началото на породата е поставено по време на царуването на Джеймс I и Чарлс I с внос на 43 кобили, наречени Кралски кобили (Royal Mare). Тяхното потомство се записва в специална книга „General Stud Book“, започната около 1750. В края на 17 – началото на 18 век са внесени и три жребеца: Byerly Turk, Darley Arabian и Godolphin Barb, чието потомство също се записва в книгата. Всички съвременни чистокръвни английски коне произхождат от тях. Като екстериор чистокръвният кон е висок, от олекотен тип, елегантен и пригоден най-вече за високоскоростни надбягвания, въпреки че намира широко приложение и в класическите дисциплини на конния спорт.
Други породи, които се използват в надбягванията, са чистокръвните арабски коне – в гладкото бягане и в състезанията по издръжливост, както и конете от рисисти породи – в надбягванията с двуколки.